# Alef (pripovetka)
Alef je pripovetka argentinskog pisca Horhea Luisa Borhesa, objavljena u časopisu Jug 1945, i kao jedna od kratkih priča u okviru kolekcije Alef i druge priče 1949.
Ovo delo predstavlja bezbroj mogućih tumačenja, među kojima je i čitanje iz egzistencijalističkog ugla, zasnovano na ideji o nemogućnosti čoveka da se suoči sa večnošću (što je prisutno u mnogim Borhesovim pripovetkama) i na njegovom razumevanu i tumačenju  preegzistencijalista, kao što su Seren Kjerkegor, Franc Kafka i Artur Šopenhauer.
U ovoj kratkoj priči, koja je postala gotovo kultna, može se prepoznati ceo njegov opus, jer se ova može kvalifikovati kao paradigmatska priča ogromne Borhesove biblioteke, dok, pritom, ironično napaja igru rečima i, kako realnom, tako izmišljenom erudicijom. Ovo poslednje se može nazreti, npr. u uvodnim epigrafima, u kojima su citirani Tomas Hobs i Vilijem Šekspir, i u postskriptama iz 1943. u kojima se vrši moguće istraživanje o drugim Alefima, citirajući istorijske autore, kao npr. Pedra Enrikesa Urenju, Ričarda Frensisa Bartona, Lusijana de Samosatu i Abenhalduna ili Ibn Halduna.

## Strukturalna analiza
Alef ima organizovanu, veoma pažljivo uređenu, razrađenu i dobro definisanu  strukturu. Ove osobine idealno odgovaraju strukturalističkom kritičkom pristupu.  

### Pripovedač
Ova kratka priča je ispričana u prvom licu, uz izmeštanje u beskonačno (mise en abyme) u kome se pripovedač identifikuje sa autorom i sa protagonistom priče, koji se predstavlja kao Borhes: "Beatris, Beatris Elena, Beatris Elena Viterbo, draga Beatris, zauvek izgubljena Beatris, to sam ja, to sam ja, Borhes." Ovim mehanizmom Borhes namerava da se, uključujući se u tekst, suoči sa čitaocem pomoću fiktivnog pojavljivanja sebe samog, sa jasnim, ali ciljem teorijski nepoznatim protagonistom priče. Zahvaljujući ovom izmeštanju, autor sugeriše na neizdefinisanost granica između realnog i fiktivnog. On govori o mnogim događajima i ljudima iz prošlosti u nebrojenim situacijama, međutim na osmoj stranici Borhes piše: (Ne prisećam se uzalud tih nepojmljivih analogija; nekako su povezane sa Alefom.) jer te analogije, iako deluju raštrkano, u biti govore o onome što je Alef: tačka u prostoru koja sadrži sve ostale tačke.

### Vremenski okvir
Priča je u vremenskom smislu situirana u jedan period u prošlosti, od februara 1929. (od datuma Beatrisine smrti) do 1. marta 1943, do datuma kada bi se napisala postskripta, ali u isto vreme se dešava u periodu između 30. aprila 1941. i krajem oktobra iste godine.

### Narativni čvorovi
Priča se, u teoriji, sastoji od tri narativne niti koje se prožimaju, ali zadržavajući uobličenu strukturu. Te tri niti su sledeće: 
A) Priča o "Borhesovom" poštovanju prema Beatris, koja zapravo predstavlja jednu napaćenu ljubavnu priču i u isto vreme onemogućenu usled smrti. U njoj se može primetiti određena tenzija između sakralizacije i zatočenosti u vremenskom okviru u pogledu veze, i neizbežna promena koju donosi vreme i zaborav, koja će na kraju i trijumfovati. Ova veza ima ulogu okvira za razvoj radnje,  što omogućava Borhesovom ritualizmu da bude glavni izvor priče (B).
B) Rivalitet između "Borhesa" i Danierija na ljubavnom i književnom polju. U intelektualnoj i literarnoj sferi ima dosta sveobuhvatnog i konstantnog "Borhesovog" potcenjivanja Danierija, međutim, on je rođak koji mu omogućava pristup Beatrisinoj kući-hramu i oltaru njenih fotografija. Sa druge strane, takođe je očigledna Danierijeva kompetitivnost prema "Borhesu", koga često bocka replikama u kojima mu stavlja do znanja da nikako nije veliki pesnik; alkoholno piće koje mu je ovaj poklonio naziva "pseudokonjakom" i time pompezno aludira na njegove zasluge. Razgovori o književnosti i svetu književnika, natopljeni humorom i ironjom, su najpikantniji deo ove kratke priče. Opet, na drugoj strani je dubina ljubavnog rivaliteta koja se otkriva samo "Borhesu"(nakon dvanaest godišnica smrti kod Garajevih) kroz Alefovo otkriće “opscenih, neverovatnih, drskih” pisama, koja je Beatris bila poslala Karlosu Argentincu. Takođe su dijalektičari. Danieri deluje da je naklonjen "Borhesu", iako ga ovaj ne poštuje, jer to čini svestan opasnosti da izgubi svog Alefa i traži mu da se postavi kao medijator da bi došao do prologa; ali veza koja se uspostavila između rođaka i između raznih Danierijevih aluzija o Beatris upućenih skrhanom "Borhesu" (između ostalog: to što se Beatis “znala zanositi” sa Alvarom i što mu je Alef dozvolio da vidi “sve” Beatrisine slike), otkriva jedan potcenjivački, izazivački akt i podsmeh. Kada na kraju "Borges" otkrije sve što je bilo implicirano (i što se na neki način oslikavalo u međusobnoj prećutnoj netrpeljivosti i u “zatrovanoj sreći” koju je osetio kada je pretpostavio da je ovaj drugi "lud"), najednom mu se pojavi želja za osvetom, čak po cenu da žrtvuje Alefa i njegovu čudesnost. Ovaj deo može da služi kao shema Alefovog fantastičnog porekla (C).

C) Alefova priča o samom sebi, i pripovedačevo i iskustvo protagoniste sa njim, što je i jezgro naracije. Iskustvo postavljeno u scenu sukoba čoveka sa beskonačnim, prikazano "tačkom koja sadrži sve ostale tačke Univerzuma". Pokazuje se kao najviši domet fantastične hiperrealnosti; nalazi se u podrumu jedne stare kuće, i potrebno je biti bačen na pod da bi se to videlo. Zanimljivo je primetiti kako se jedan objekat dostojan veličine kulta nalazi u jednom suštinski trivijalnom okruženju. To daje mesta za metafizičko-filozofske digresije; tu se nalazi ideja replike, onog netačnog. Upravo, Alef iz ulice Garaj, kaže "Borhes" bez uverljivosti, to nije istinito; uprkos tome što ga je video i tome šta je to video u njemu (ili možda zbog toga što je tamo video).
Ovo delo je ima strukturu A-B-C-B-A. Razni čvorovi se stalno zatvaraju otvarajući se i zatvaraju se progresivnim redom, iznova se svaki put završavajući novom aluzijom na neizbežno proticanje vremena i na manjkavost čovekovog saznanja: "Naš um je porozan usled zaborava; ja prvi se gubim i iskrivljujem, pod tragičnom erozijom godina, pod Beatrisinim borama", nasuprot kategoričnom tvrđenju sa početka "Univerzum će se promeniti, ali ne i ja". 

## Interpretacija
Ova priča ja bila predmet brojnih interpretacija i radova, što joj je obezbedilo dobru poziciju u književnoj oblasti, dok je Borhes već tu bio dobro kotiran. Međutim, mnoga tumačenja su dosta udaljena od onoga o čemu se u samom tekstu govori, i tako nestaje autorov ironičan ugao gledanja, gubi se u ogromnim metafizičkim digresijama o mogućem egzistencijalizmu u tekstu, i u sličnim postavkama. Možda još tačnije posmatranje dolazi iz humora kojeg Borhes koristi. Ovo čitanje se zasniva, kako na deklaracijama samog Borhesa, u kojima je izrazio radost koja ga je nagnala na pisanje ove priče, kako na satiričnoj upotrebi jezika kod loših pesnika, kao što je i sam Danieri, koja deluje prenaglašeno, pompezno, tako i na eksplicitnoj nespretnosti njegovih likova i iskazivanju svojih osećanja.

Iz bilo kog ugla gledanja, opsesija fiktivnog Borhesa Beatrisinom pojavom, ta uzdizanja njenog lika i njegov književni neuspeh, zbog te doze apsurdnosti, postaju humoristički elementi. Ovde se može, pomoću određenog egzistencijalističkog umeća sagledavanja stvari, pokazati cinizam zbog apsurda, u ponovnom shvatanju situacija da su smešne, iako to nisu (kao na primer, činjenica da se Borhes odriče Alefa iz čiste osvete). Naravno, "ozbiljna" čitanja će Borhes, svojom iskazanom erudicijom, u bilo kom momentu opravdati, ali ujedno se mogu sagledati kao (jedna od njegovih uobičajenih) šala o uverljivosti erudicije, tim pre što u samom tekstu i u dosta drugih tekstova, zaista iskazuje uzaludnost iskustva čovekovog saznanja, i to umeće kao neko nedovršeno gradilište. Ako je Univerzum beskonačan, a u njemu toliko beskonačnog za upoznati, potrebno nam je vreme i beskonačan kapacitet da to shvatimo. 
Ideja beskonačnog, ovde nazvana (hebrejskim) slovom "álef", inspirisana je radovima matematičara Georga Kantora i Mengenlereovom teorijom, a ta su otkrića na polju beskonačnih skupova pokazala da celina ne mora neophodno biti veća od jednog od njenih delova: u dva bilo koja segmenta postoji isti beskonačni broj tačaka. Čak i najsićušniji segment ima isto toliko tačaka, koliko i najveći segment u Univerzumu. Tako da, kako god to razmatrali, u ovoj Borhesovoj priči, alefovska metafora majstorski zaokružuje kantorovsku ideju o beskonačnom skupu.

## Zanimljivosti
- Nije li Internet jedna vrsta Alefa, jer u njemu možemo videti (skoro) sve u (skoro) isto vreme? Borhes je naslutio ovaj fenomen u kome sada uživamo, i za koga, da je znao, sigurno bi ga neumorno crpeo. Ali nije.

- Prvobitno je Borhes napisao da su Beatris i Danieri brat i sestra a ne  bat i sestra od strica, čto je ostalo u definitivnoj verziji. Time je ovaj incest učinio manje transparentnim, ali ostavio je naznaku o tome (da bi nama omogućio da to uvidimo) u Danierijevoj izjavi da je "Beatrisina stara kuća u ulici Garaj", zapravo "kuća njegovih roditelja".

- U priči Nila Gejmana o fantastičkom žanru Peščani čovek (strip), Kaliopi skoro eksplicitno pominje Borhesovog Alefa, i to iz pera jednog pisca, poludelog usled ogromne akumulacije ideja koje su prokletstvo Vladara Snova: "Neki starac iz Sanderlenda koji je posedovao Univerzum, a ja sam ga čuvao u tegli marmelade u komodi punoj prašine, ispod stepeništa".

- U matematici א, postoji broj álef (alef en na hebrejskom i feničanskom) i predstavlja kardinalnost (ili količinu) beskonačnih skupova. Povezan je sa konceptom beskonačnog, prisutnog u Borhesovoj priči.

- U dugoj poemi Božanstvena komedija, Dantea Aligijerija, Beatris je žena koja Dantea vodi kroz Raj. Poznato je da je ova žena bila Danteova inspiracija tokom pisanja njegovog remek-dela (ona je takođe preminula kao vrlo mlada), i da je bio strastveno zaljubljen u nju. Takođe Borhes u raznim prilikama pokazuje svoju naklonost ka ovom srednjovekovnom delu.

- Ova priča je jedna od više njih koje donekle pokazuju određenu Borhesovu fascinaciju Judaizmom; ostale takve priče su Smrt i kompas, Tajno čudo, Feniksova sekta i poema Golem.

- U jednoj verziji priče o Golemu (mitologija), iz hebrejske mitologije, Golema oživljava kada se napiše slovo alef na njegovom čelu.

- Alef je, u određenom smislu, suprotnost Zairu iz druge Borhesove kratke priče, objavljene u isto vreme kad i Alef. Ali dok pogled na Alefa posmatraču omogućava da spozna sve stvari, pogled na Zaira podstiče posmatrača da konačno percipira kao jedinog postojećeg objekta.

- Danieri takođe može biti aluzija na Božanstvenu komediju: DANte AligIERI

- Grupa Nena Dakonte ja sastavila jednu Alef(pesmu), inspirisanu ovom istoimenom kratkom pričom.

- Više nego jednom se ovo delo pokazalo kao satirična kritika dela Opšti spev čileanskog pesnika Pabla Nerude i njegovog uzaludnog pokušaja da u svojoj knjizi obuhvati veliku količinu sadržaja. Lik Karlosa Argentinca Danierija je taj koji interpretira ovu Nerudinu ideju.

## Alef Alonsa de Ersilje
U XXVII pevanju Araukane, vrač Fiton konkistadoru Ersilji, španskom neprijatelju, pokazuje jedan sferični kristalni predmet u kome se može u isto vreme posmatrati sve što se dešava na drugim krajevima sveta. 
Strukturalna sličnost ne prestaje da iznenađuje prilikom upoređivanja ova dva teksta.
Ovde treba napomenuti da Ersiljin Alef prethodi Borhesovoj ideji nekih 300 godina.

## Spoljašnje veze
- Alternativna interpretacija Hermana Ećeverije.
- Alef (kratka priča) Horhe Luis Borhes